# Patxaran

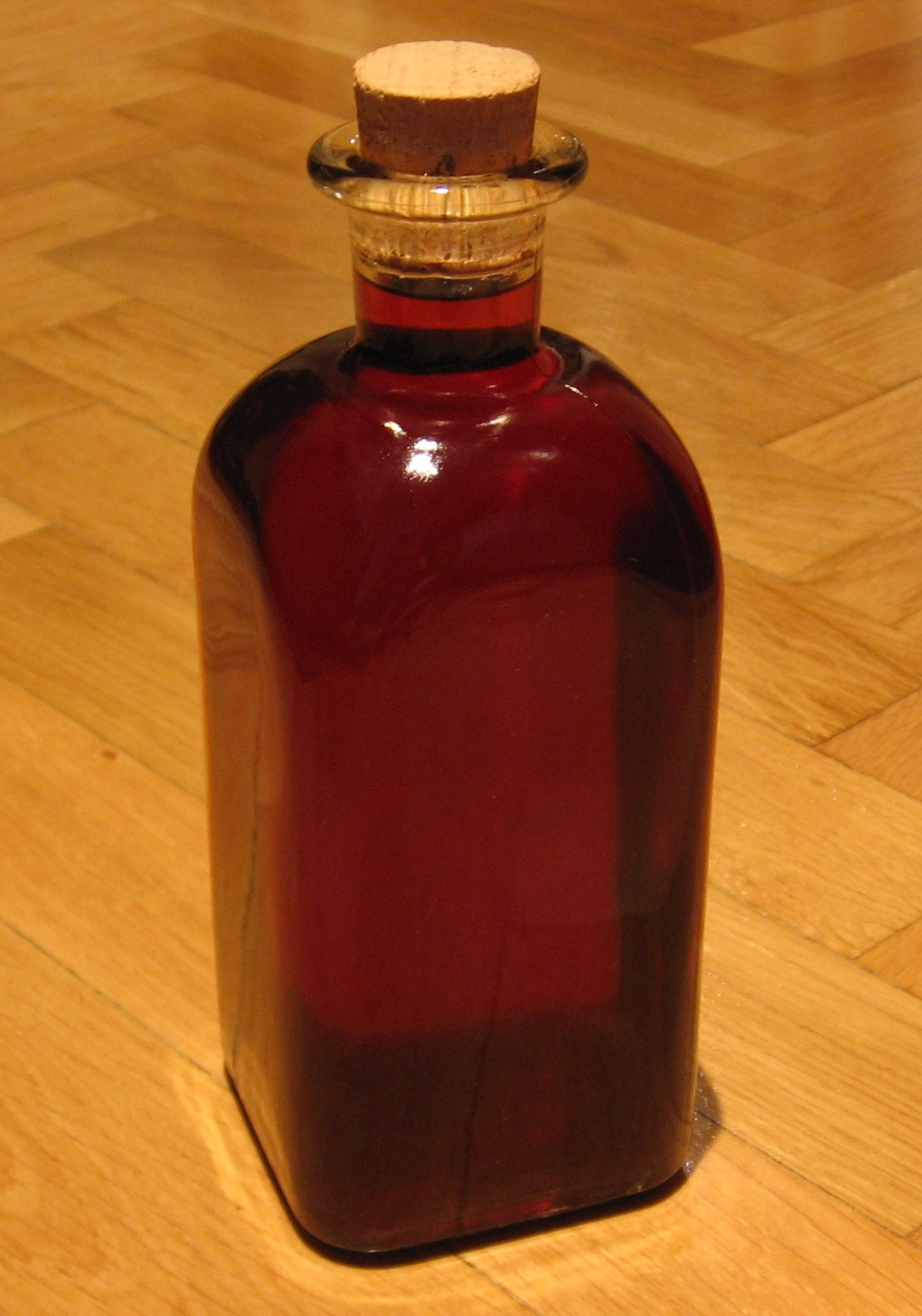
Patxaran

Patxaran (Baskisch en Catalaans) of pacharán (Spaans) is een likeur op basis van anijs en sleedoornbessen. De drank is afkomstig uit Baskenland en Navarra, maar is sinds de jaren vijftig bekend in heel Spanje. De naam van de likeur is van Baskische herkomst: pattar is likeur en aran is sleepruim in die taal.
De patxaran uit Navarra geniet sinds 1987 een Denominación Específica-status. De controlerende instantie is de Consejo Regulador de Pacharán Navarro.